# Iryna Klymez
Iryna Wolodymyriwna Klymez (ukrainisch Ірина Володимирівна Климець, engl. Transkription Iryna Klymets; * 4. Oktober 1994 in Tschetwertnja) ist eine ukrainische Hammerwerferin.

## Sportliche Laufbahn
Erste internationale Erfahrungen sammelte Iryna Klymez 2013 bei den Junioreneuropameisterschaften in Rieti, bei denen sie mit 53,42 m in der Qualifikation ausschied. 2015 erreichte sie bei den U23-Europameisterschaften in Tallinn mit einer Weite von 64,28 m den siebten Platz und im Jahr darauf nahm sie an den Olympischen Spielen in Rio de Janeiro teil, bei denen sie aber mit 62,75 m in der Qualifikation ausschied. Auch bei den Weltmeisterschaften 2017 in London erreichte sie mit 64,20 m nicht das Finale. 2018 nahm sie erstmals an den Europameisterschaften in Berlin teil und wurde dort mit 68,11 m Elfte. Im Jahr darauf siegte sie mit 71,25 m bei der Sommer-Universiade in Neapel. Damit qualifizierte sie sich erneut für die Weltmeisterschaften in Doha, bei denen sie im Finale mit neuer Bestleistung von 73,56 m den fünften Platz belegte. Anschließend erreichte sie bei den Militärweltspielen in Wuhan mit 56,59 m Rang zehn. 2020 gewann sie bei den Balkan-Meisterschaften in Cluj-Napoca mit 70,57 m die Silbermedaille. 2020 gewann sie bei den Balkan-Meisterschaften in Cluj-Napoca mit 70,57 m die Silbermedaille und im Jahr darauf nahm sie erneut an den Olympischen Sommerspielen in Tokio teil, bei denen sie mit 68,29 m aber den Finaleinzug verpasste.
2022 gewann sie bei den Balkan-Meisterschaften in Craiova mit 70,41 m die Silbermedaille hinter der Griechin Stamatia Skarvelis und anschließend schied sie bei den Weltmeisterschaften in Eugene mit 68,12 m in der Qualifikationsrunde aus. Daraufhin gelangte sie bei den Europameisterschaften in München mit 69,18 m auf den sechsten Platz. Im Jahr darauf schied sie bei den Weltmeisterschaften in Budapest mit 66,87 m in der Vorrunde aus. 2024 verpasste sie bei den Europameisterschaften in Rom mit 66,11 m den Finaleinzug, ehe sie bei den Olympischen Sommerspielen in Paris mit 66,95 m ebenfalls in der Qualifikationsrunde ausschied.
In den Jahren von 2018 bis 2024 wurde Klymez ukrainische Meisterin im Hammerwurf.